# Frekvenční pásmo
Frekvenční pásmo (dříve také kmitočtové pásmo) znamená souvislý interval frekvencí, vymezený dolní a horní mezní frekvencí. Rozdíl obou mezních frekvencí se nazývá šířka pásma. Výraz frekvenční pásmo se používá často v následujících oblastech:
- akustické frekvenční pásmo, například v telefonní technice,
- vysokofrekvenční pásmo elektromagnetického záření ve vysílací a přijímací technice a podobně.

## Akustické (nízkofrekvenční) pásmo
Zvuk, hudba i lidský hlas jsou z fyzikálního hlediska akustické jevy, které se odehrávají v určitém rozmezí frekvencí. Důležitá akustická frekvenční pásma jsou:
- pásmo slyšitelnosti – u člověka zhruba 15 Hz – 16 kHz v mládí, horní mezní frekvence se s věkem poměrně výrazně snižuje. Pod dolní hranicí pásma slyšitelnosti leží akustické kmity v oblasti infrazvuku, nad horní hranicí začíná oblast ultrazvuku,
- pásmo pro kvalitní reprodukci hudby – pokrývá celou oblast slyšitelnosti, případně ji ještě přesahuje,
- pásmo reprodukce hudby a řeči v běžné kvalitě – například v rozhlasovém vysílání, sahá obvykle od 50 Hz do 4 500 Hz na středních vlnách a do 15 kHz na VKV. Šířka pásma musí být omezená, aby se do příslušných vysokofrekvenčních pásem „vešel“ potřebný počet vysílačů,
- pásmo nezbytné pro srozumitelnost řeči – například v telefonní technice, je mezinárodně vymezeno od 300 Hz do 3 400 Hz.

Základní tóny v hudbě leží v pásmu od 80 Hz do asi 5 kHz (asi 8 oktáv), celé toto pásmo pokrývají pouze varhany či různé elektronické nástroje. Běžný lidský hlas se pohybuje v rozsahu 2 oktáv a různé mužské a ženské hlasy pokrývají pásmo od 80 Hz do 1 100 Hz. Barvu zvuku však určují vyšší harmonické frekvence (formanty) až do hranice slyšitelnosti, proto je akustické pásmo podstatně širší. Vzácně se vyskytují lidé, kteří dokáží produkovat základní tóny až do hranice asi 14 kHz.
Lékařským vyšetřováním sluchu při různých frekvencích se zabývá audiometrie.

## Vysokofrekvenční pásmo
Celá oblast elektromagnetického záření čili vln, využitelná pro běžné vysílání a příjem, začíná kolem 30 kHz (vlnová délka 10 km) a její horní mezní frekvence se s dokonalejšími technologiemi stále zvyšuje. Běžně se užívají frekvence v řádu gigahertzů (GHz) s vlnovou délkou v řádu milimetrů. Vysokofrekvenční pásmo si můžeme řádově rozdělit na:
- kilometrové (dlouhé) vlny (30 – 300 kHz)
- hektametrové (střední) vlny 300 kHz – 3 MHz)
- dekametrové (krátké) vlny (3 MHz – 30 MHz)
- metrové (velmi krátké) vlny (30 – 300 MHz)
- decimetrové (ultrakrátké) vlny (300 MHz – 3 GHz)
- centimetrové vlny (3 GHz – 30 GHz)
- milimetrové vlny (30 GHz – 300 GHz)

Decimetrové, centimetrové a milimetrové vlny se též označují společným názvem mikrovlny.
Hlavní rozdíl mezi vlnovými pásmy jsou různé vlastnosti z hlediska šíření.
Uvedené řádové rozdělení vyplývá ze vztahu:
{\displaystyle \lambda ={\frac {c}{f}}}
ve kterém se vlnová délka λ v metrech spočte jako podíl rychlosti šíření světla c = 3×108 m/s (přibližně) a frekvence vlnění f, udané v Hz. Potom se např. jako metrové vlny uvažují vlny o vlnové délce v řádu jednotek metrů, tj. přibližně v rozsahu 1 – 10 m.
Kromě toho se mezinárodními dohodami vyhrazují podstatně užší frekvenční pásma pro různé účely a druhy vysílání, v nichž se pak přidělují vysílací pásma jednotlivým vysílačům nebo službám.
Podle toho např.:
- dlouhé vlny: 148,5 – 283,5 kHz
- střední vlny: 526,5 kHz – 1,6065 MHz

Mezera mezi dlouhými a středními vlnami sloužila pro mezifrekvence superheterodynů. Z historických důvodů byly všechny frekvence, vyšší než středních vlny, označovány za krátké. V té době se jevily jako technicky nevyužitelné a proto byly dány k experimentování amatérům, kteří objevili jejich použitelnost pro dálková spojení s využitím odrazů od ionosféry.
Frekvenční pásma jsou přidělována nejen komerčnímu rozhlasovému a televiznímu vysílání (lidově „rádiu“, resp. „rozhlasu“ a „televizi“), ale množství dalších služeb, jakými jsou např. sdělovací kanály (frekvence) pro armádu, bezpečnostní složky, námořnictvo, letectví, dopravu, mobilní stanice, kosmický výzkum, telefonní operátory, bezdrátové propojení počítačových sítí atd. Některá pásma jsou přidělována pro použití koncesovaných radioamatérů, jiná pásma mohou využívat například modeláři a občanské radiostanice bez nutnosti registrace. Některé frekvence jsou rezervované pro volání o pomoc – Mayday nebo dříve např. SOS.
Některé frekvence nejsou vyhrazeny ke komunikaci, ale jsou využívány v průmyslu (např. indukční pece, mikrovlnné trouby aj.) nebo ve zdravotnictví (např. diatermie). Jiné frekvence jsou přidělovány pro provoz radarů.
Využívání rádiového spektra se na mezinárodní úrovni řídí Radiokomunikačním řádem Mezinárodní telekomunikační unie ITU. V ČR vykonává správu spektra Český telekomunikační úřad (ČTÚ).